# František Horák (hudební skladatel)
František Horák (26. března 1895 Nové Strašecí — listopad 1965) byl český hudební skladatel, klavírista, klarinetista a hudební pedagog. Narodil se do hudební rodiny c. k. berního kontrolora Františka Horáka a Emilie Horákové. Klavírista a hudební pedagog byl i jeho bratr Josef Horák (* 1898).

## Život
Na pražské konzervatoři studoval v letech 1909—1915 u prof. Františka Reitmaiera a skladbu u Vítězslava Nováka. Hru na klavír studoval u prof. C. Ansorga, A. Mikeše, v Paříži u A. Grasseho i na kurzech v Berlíně a Itálii. Poté působil jako sólista na klarinet a ředitel orchestru České filharmonie, na klarinet hrával také jako host Českého rozhlasu. Pracoval také jako profesor Brněnské konzervatoře (od roku 1928) a Janáčkovy akademie múzických umění v Brně (v letech 1947 až 1960). Napsal drobné klavírní skladby, klarinetové etudy a Lidovou školu pro saxofon. Na klavír doprovázel české operní pěvce mimo jiné Emu Destinnovou nebo Otakara Mařáka. Jako komorní hráč spolupracoval s Českým a Moravským kvartetem, spolupracoval v kvintetu pro klarinet a smyčcový kvartet Jaroslava Řídkého.

## Dílo
- drobné klavírní skladby
- klarinetové etudy
- Škola na saxofon: Česká lidová a praktická se zřetelem na saxofon. Brno. J. Stožický. 1930.
- Lidová a praktická škola na saxofon: se zřetelem na samouky. Brno. J. Stožický. 1942.
- Lidová a praktická škola na saxofon se zřetelem na samouky. Brno. J. Stožický. 1949.